# Leeuwarden Camminghaburen vasútállomás
Leeuwarden Camminghaburen vasútállomás vasútállomás Hollandiában, Leeuwarden községben, Leeuwarden településen.

## Vasútvonalak
Az állomást az alábbi vasútvonalak érintik:
- Harlingen–NieuweSchans-vasútvonal

## Kapcsolódó állomások
A vasútállomáshoz az alábbi állomások vannak a legközelebb:
- Leeuwarden Achter de Hoven railway station (nyugat, Harlingen–NieuweSchans-vasútvonal)
- Hurdegaryp vasútállomás (kelet, Harlingen–NieuweSchans-vasútvonal)